# 水上電單車

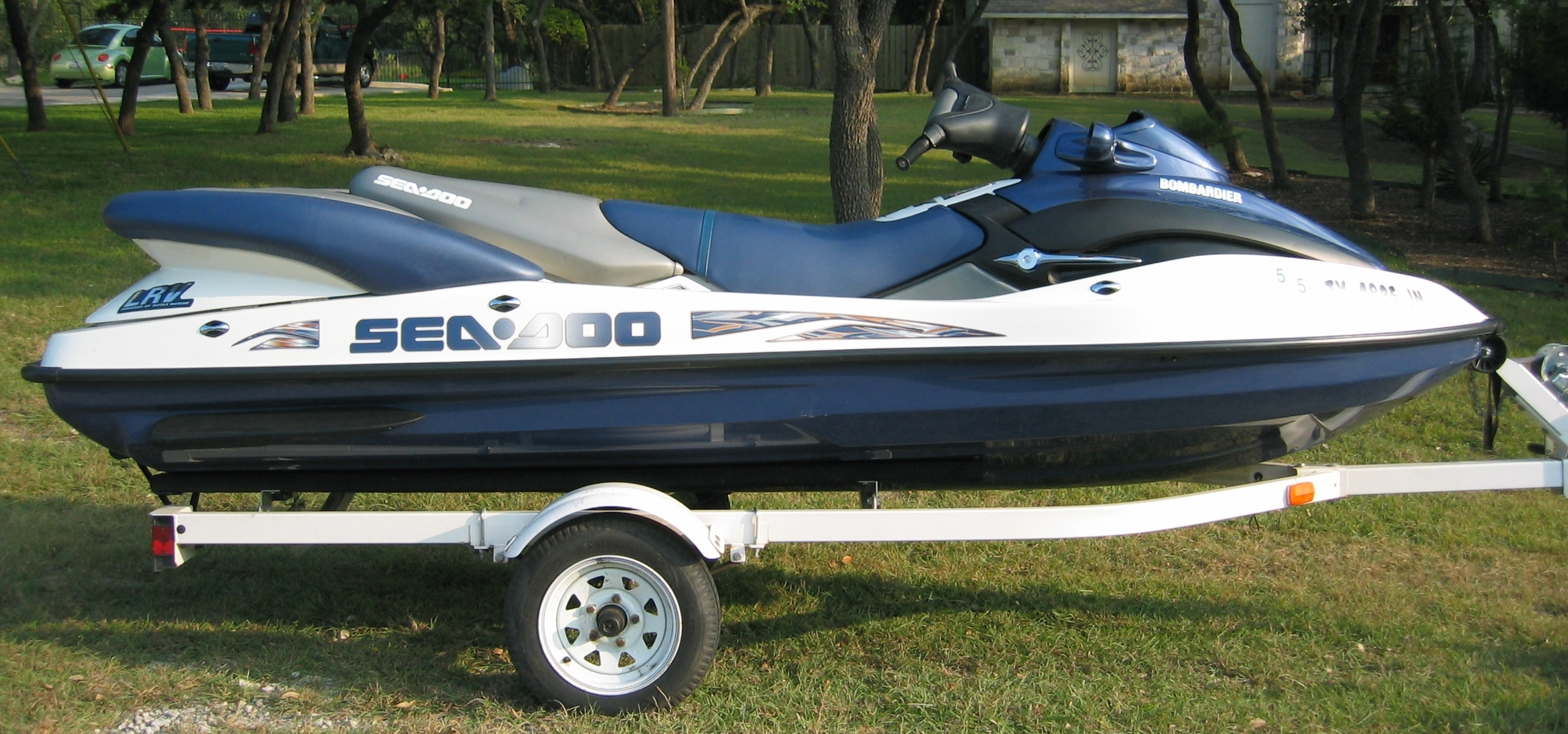

水上摩托車是一種短距航行的小型動力船隻，以喷水推进器作为動力替代輪胎驅動，由於外型、操控方式及速度與陸上的電單車相類近而得名。

## 各地情況

### 香港
- 涉及遊樂船隻、香蕉船及水上電單車的意外個案，也由2008年45宗，2009年降至29宗。[1]

## 相關法律

### 香港
根據《海岸公園條例》第476章和《海岸公園及海岸保護區規例》在海岸公園內，禁止駕駛水上電單車。根據規定水上電單車無須配備任何滅火器。